# Howard City (Michigan)
Pour les articles homonymes, voir Howard City.
Howard City est un village du comté de Montcalm, dans l'État du Michigan, aux États-Unis. En 2020, il comptait une population de 1 835 habitants.